# Guldfläckat metallfly
Guldfläckat metallfly (Diachrysia chryson) är en fjärilsart som beskrevs av Eugen Johann Christoph Esper 1789. Guldfläckat metallfly ingår i släktet Diachrysia och familjen nattflyn. Arten förekommer tillfälligt i Sverige, men reproducerar sig inte. Inga underarter finns listade i Catalogue of Life.

## Bildgalleri

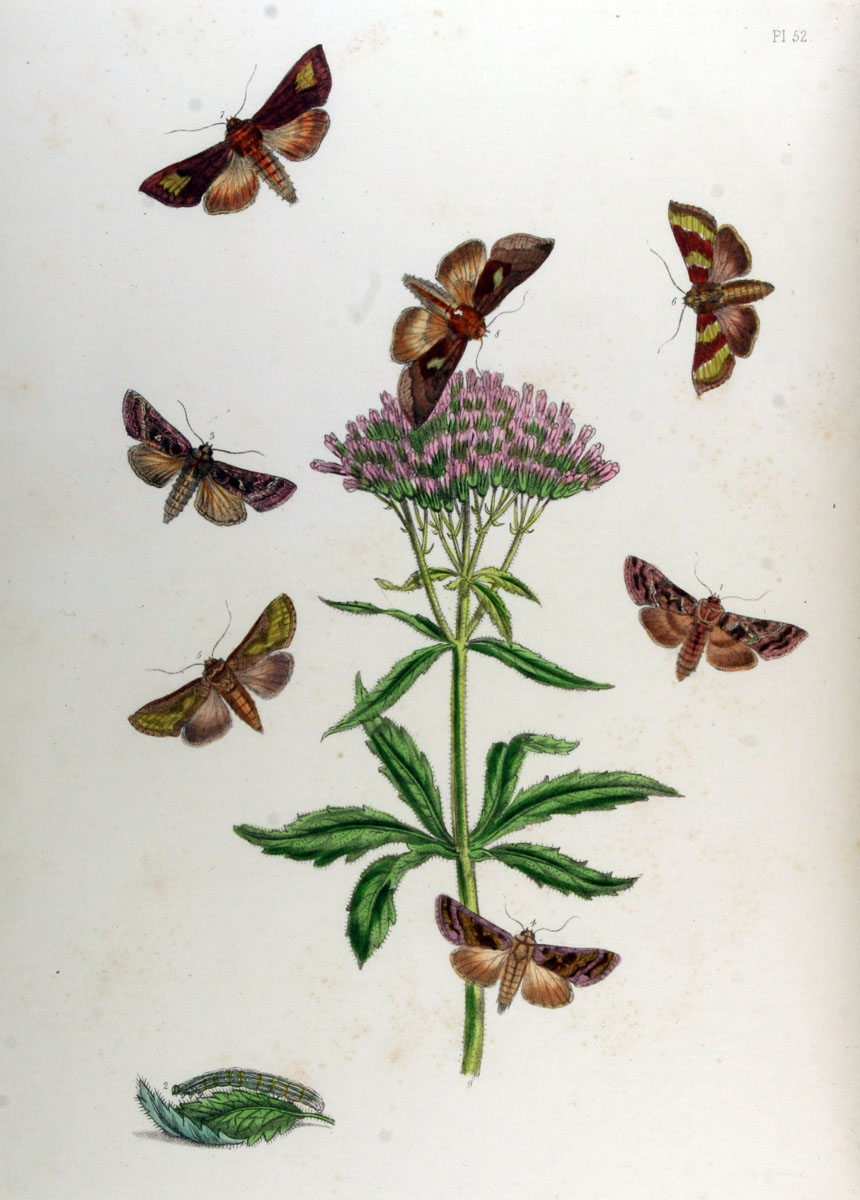
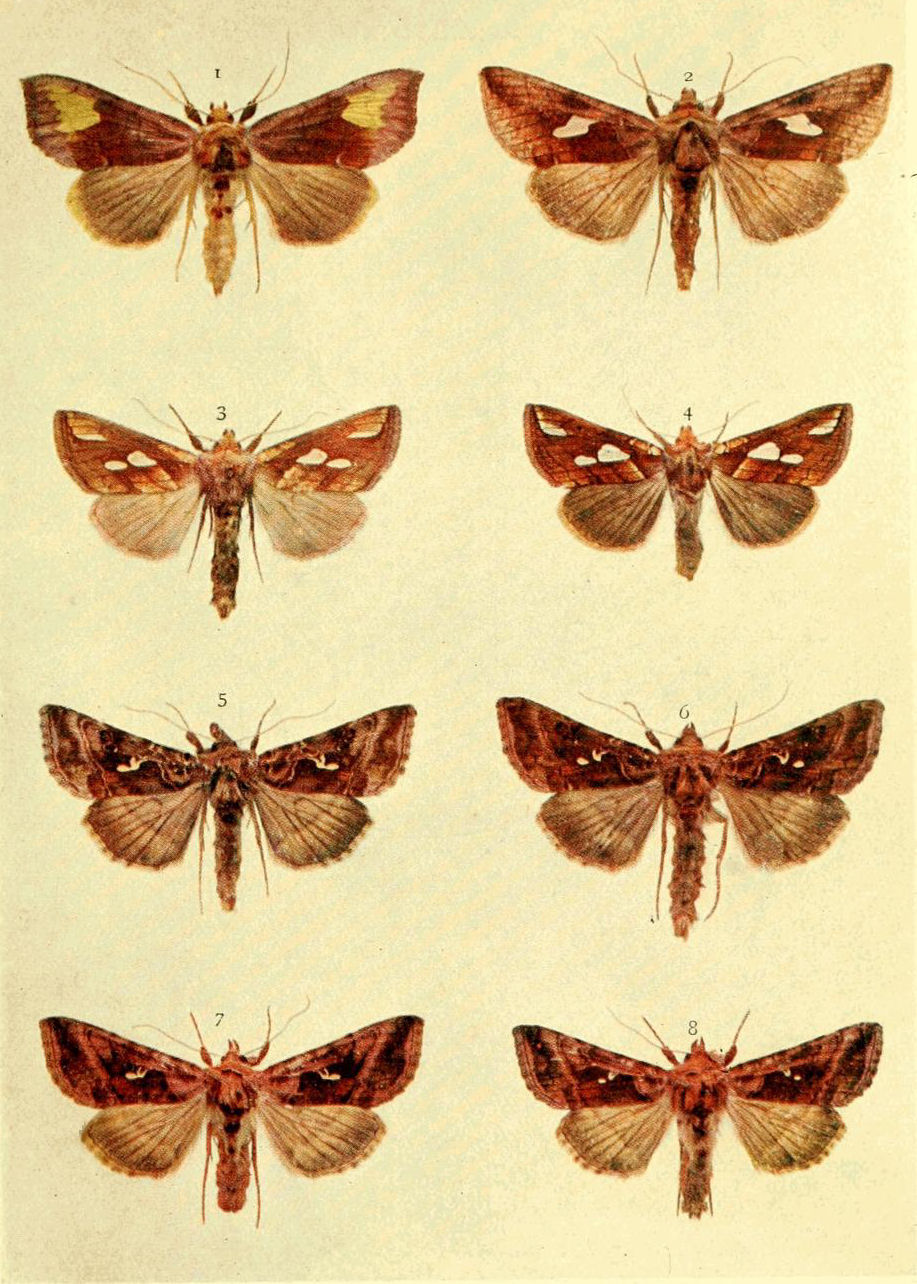